# Marina Flaesheim

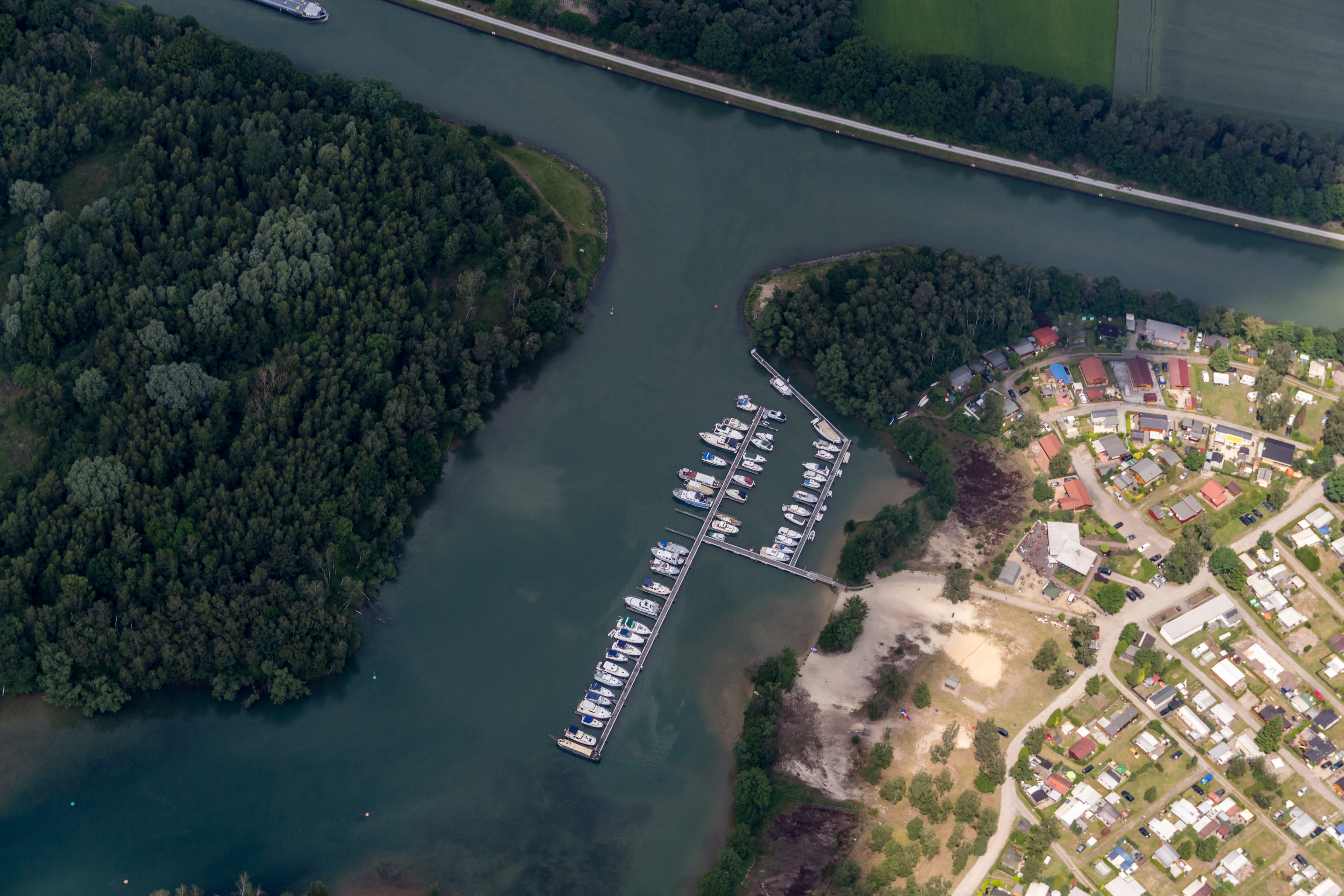
Luftbild der Marina Flaesheim am Wesel-Datteln-Kanal (oben) mit dem angrenzenden Campingplatz

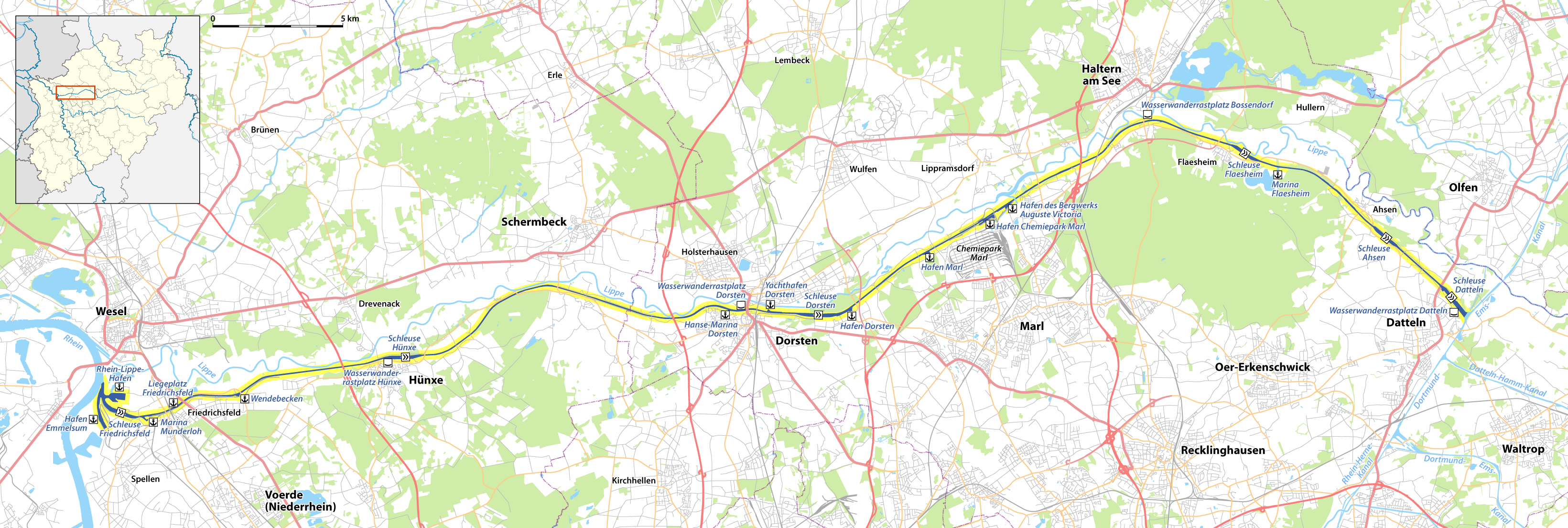
Lage der Marina am Kanal

Die Marina Flaesheim im Halterner Ortsteil Flaesheim (Westfalen) ist ein Yachthafen am Wesel-Datteln-Kanal.
Die Marina liegt in einem Seitenarm des Kanals, der zu einem Baggersee mit Sandgewinnung führt. Neben den 70 Langzeit-Liegeplätzen gibt es 15 Liegeplätze für Gäste, erlaubt sind Boote von 8 bis 15 Metern Länge. 
Der Yachthafen hat keine eigene Einsetzmöglichkeit für Boote. Eine Slipanlage befindet sich in zirka zwei Kilometer Entfernung an der Schleuse Flaesheim, ein Zehn-Tonnen-Kran hinter der Schleuse Ahsen in zehn Kilometer Entfernung am Dattelner Meer. Die Marina bietet typische Service- (Abfallentsorgung und Fäkalienenabsaugung, Strom- und Wasseranschluss, Waschmaschine und Trockner), Versorgungs- (Kiosk, Bistro, Seeterrassen) und Sanitäreinrichtungen (Dusche, WC). 
Südlich der Marina beginnt die Haard, einem Teil des Naturparks Hohe Mark. Nördlich liegen die Auen der mäandernden Lippe, dahinter die Westruper Heide. Neben dem Yachthafen liegt ein Campingplatz, zusammen bilden sie den Freizeitpark Flaesheim. Ein 4.000 Quadratmeter großer Bereiche des Baggersees kann mit dem Sandstrand und einem Schwimmerbereich als Freibad genutzt werden, der Rest des Sees ist wegen der immer noch aktiven Sandgewinnung für Schwimmer und Boote gesperrt. Freizeitangebote umfassen außerdem Radfahren, Angeln und einen Spielplatz.